# Faadija Faisrachmanowna Salimschanowa
Faadija Faisrachmanowna Salimschanowa (russisch Фаадия Файзрахмановна Салимжанова; * 1. Februar 1935 in Baltassinski rajon) ist eine ehemalige sowjetische Skilangläuferin.
Salimschanowa, die für den Spartak Moskau startete, hatte ihren ersten internationalen Erfolg bei der Winter-Universiade 1960 in Chamonix. Dort gewann sie die Goldmedaille über 8 km. Zwei Jahre später holte sie bei der Winter-Universiade in Villars-sur-Ollon die Bronzemedaille über 7,5 km. Bei ihrer einzigen Olympiateilnahme im Februar 1968 in Grenoble errang sie den 13. Platz über 10 km. Bei sowjetischen Meisterschaften wurde sie viermal Zweite mit der Staffel (1957, 1958, 1961, 1967) und einmal Zweite über 10 km (1963), sowie zweimal Dritte mit der Staffel (1968, 1969) und jeweils einmal Dritte über 5 km (1968) und 10 km (1957).